# Mojmírovce
Mojmírovce (Hongaars: Ürmény) is een Slowaakse gemeente in de regio Nitra, en maakt deel uit van het district Nitra.
Mojmírovce telt 2.823 inwoners.